# Encholirium belemii
Encholirium belemii är en gräsväxtart som beskrevs av Lyman Bradford Smith och Robert William Read. Encholirium belemii ingår i släktet Encholirium och familjen Bromeliaceae. Inga underarter finns listade i Catalogue of Life.